# 西沙海战

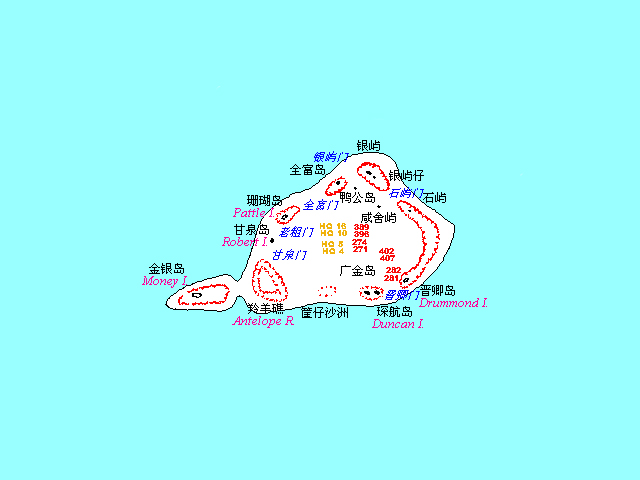
西沙海战发生的地区永樂群島

西沙海戰，中方称西沙自衛反擊戰:4811，越方称黄沙海战，指1974年1月19日和20日中國人民解放軍與越南共和國軍在西沙永乐群岛海域發生的戰鬥。時值農曆癸丑年臘月，故亦稱癸丑海戰。本次戰爭系越南战争末期，南越試圖將中國海軍趕出西沙群島的嘗試。中國方面形容西沙海戰為中國軍民捍衛領土主權，反擊南越軍隊入侵西沙群島的戰鬥:4811。而越南方面則「一再重申....越南有充分的法律依據和歷史証據来肯定越南對長沙群島和黄沙群島的主權」
在此次戰鬥中，越南共和國海軍和陸戰隊战败退却。中國人民解放軍奪取西沙永乐群岛中原由越南共和国控制的珊瑚、甘泉、金银三島，實際控制整個西沙群岛及其周邊海域。

## 背景
西沙群島主体分为东部的宣德群岛和西部的永樂群島（该群岛主体由金银岛、珊瑚岛、甘泉岛、广金岛、琛航岛及晋卿岛等岛礁组成）两部分。中國方面稱西沙群島和南沙群島、中沙群島、東沙群島歷來是中國的領土:4811。越南則稱西沙群島為黃沙群島並聲稱擁有其主權。自二十世紀初開始，西沙群島的主權已引起各國爭議，詳細論述見西沙群島條目。
在中法战争（1884－1885年）後，法国承认清朝对西沙群岛和南沙群岛的主权，换取中国承认越南为法国领土。1932年，即大日本帝国侵略中国东北一年后，法国实际控制西沙群岛的部分岛屿。1938年，日本从法国手中夺取了这些岛屿，并在岛上驻军。第二次世界大战之后由中华民国管辖，1946年起中華民國国军在西沙群島的最大岛屿永兴岛（位于宣德群岛）驻防。1950年中国人民解放军占领海南岛之后，國軍於5月8日撤離永興島，解放軍随即進駐該島。
1950年代，越南共和國（南越）声称对西沙群岛拥有主权。1956年4月，南越軍隊接替法軍占领了西沙永乐群岛的珊瑚島:4811。
1958年9月4日，中华人民共和国重申西沙群岛是中国领土。1959年，海南行政公署设立了海南省西沙群岛、南沙群岛、中沙群岛办事处。后南越守军曾一度从甘泉岛、琛航岛、金银岛撤走，但占据着珊瑚岛。。
1973年1月關於越南問題的巴黎和平協約簽定，美國開始從越南撤軍，南越政府得到美軍移交包括軍艦在內的剩餘軍事裝備，增强了海軍實力。1973年8月份開始，南越海軍軍艦在西沙海域不斷地驅趕和抓捕中華人民共和國漁民，企圖佔領島嶼。中華人民共和國使用了邊防鬥爭中一貫的策略，派出武裝的「漁民」（實際上是海南島漁業基幹民兵）堅持在永樂群島從事傳統的漁業生產、登島避風，與南越海軍針鋒相對。當時中華人民共和國在北方同蘇聯軍事對峙，負責西沙群島的南海艦隊面臨很大壓力。

## 经过

### 战前情况
1973年12月底，设在海南岛白马井的广东省水产厅下属的南海水产公司派出南渔402号（船长黄亚来）、南渔407号（船长杨贵）渔船，拖带两艘机艇、10艘玻璃钢小艇，由南海水产公司革委会副主任张秉林带队共计97人赴西沙永乐群岛羚羊礁附近海域进行捕捞作业，在琛航岛上设立加工厂和后勤组，架设通信电台。1974年1月10日，张秉林率南渔公司部分渔民登上了甘泉岛升挂中華人民共和国国旗，竖起“中华人民共和国领土不容侵犯”的木牌。
1974年初，南越政府宣布要在西沙群岛海域勘探石油。
1974年1月11日，中華人民共和国外交部发表声明，聲明对西沙、南沙的主权。
1974年1月14日，中国人民解放军海军南海舰队要求榆林海军基地（駐广东省崖县，现海南省三亚市）组织一次西沙巡逻。这是自1959年3月以来南海舰队第77次对西沙巡逻。榆林海军基地副司令员兼参谋长魏鸣森任西沙巡逻海上编队指挥组（简称“海指”）指挥员，指挥2艘猎潜艇赶赴西沙永乐群岛海域巡逻。
1月15日，琼海903号渔轮也派出部分渔民登上甘泉岛。
1月15日，上午10時30分，南越海軍16號艦“李常傑”號巡防舰（Ly Thường Kiệt，舷號HQ-16）駛進永樂群島，與中國大陸南海水产公司捕魚船“南漁402、407”輪發生對峙，其後砲擊甘泉島上升掛的中華人民共和國國旗，然後在離402漁船二百多米遠的海域停靠，當日17時許，南越16號艦放下一艘小艇，載7名武裝陸戰隊員，1名海關人員帶著報話機嘗試登上402漁船進行臨檢。在402號漁船的反抗下，南越小艇調頭駛回。
1月16日上午9时30分至下午14时，南越16号舰在金银岛附近游弋。1月16日下午，南渔407号渔轮由永兴岛回到永乐群岛，与402轮汇合。两渔轮坚持在羚羊礁附近海域生产作业，与南越军舰对峙。
1月16日，中共中央军委决定所有部队行动统一由广州军区（司令员许世友）指挥，並在榆林海军基地成立作战指挥班子。
1月16日上午，榆林海军基地召开紧急会议，猎潜艇73大队大队长王克强表示可以立即派两艘猎潜艇出航赶赴西沙。随后猎潜艇73大队立即进行紧急战备动员，当日14时完成备战，派出猎潜艇73大队的271、274号猎潜艇编队，设立海上编队指挥所，271艇为指挥艇，274艇为预备指挥艇。当时南海舰队榆林海军基地战斗力最强的护卫舰1大队，其中“南宁”号已超期服役，正在广州厂修；3条65型护卫舰因设备故障正在准备坞修。同时，当时命令规定的任务性质是在西沙永乐群岛执行第77次巡逻，保护渔民和永乐群岛琛航、广金、晋卿各岛的安全。16日19时30分271编队出航，随艇带去7卡车物资和帐篷等。17日10时30分，猎潜艇编队到达永兴岛，准备接载西南中沙人武部派遣的武装民兵2个排进驻琛航岛、晋卿岛。
1月16日下午，海南军区奉命派出地面作战部队准备登船支援西沙作战。西南中沙人武部在永兴岛从守岛基干武装民兵中准备一个武装民兵排40人，随时准备登船赴永乐群岛作戰。海军南海舰队航空兵派出歼击机到西沙上空巡逻警戒，掩护海军舰艇和渔船，广州军区空军則派出部分飞机进驻海南岛进行空中支援。
1月16日，广州海军基地奉命派出川岛水警区的扫雷舰10大队的396、389号扫雷舰，其中，389舰在船厂修理完尚未来得及调试即于1月16日晚回到母港。编队於1月16日23时30分出航，1月17日23时抵达榆林港，为永乐群岛守岛武装民兵运送的淡水与给养，然后与271编队会合执行西沙永乐群岛的巡逻任务。1月18日7时，人民解放軍海军396、389扫雷舰编队由榆林基地直接驶向永乐群岛海域增援。
1月16日18时，中央军委命令汕头水警区派出猎潜艇74大队的281，282号猎潜艇，以281艇为编队指挥艇，中途经榆林基地补给，1月18日5时30分开赴西沙永兴岛执行待机与支援任务。281艇艇长李锦林、副艇长吴隆兴；282艇艇长谢春林，副艇长冯应铨。 
1月17日上午，南越16号舰派陸戰隊佔領金银岛。1月17日、1月18日，南越軍隊占領甘泉、金銀等島嶼，1月19日再進攻琛航島、廣金島，打死打傷多名中國漁民、民兵:4811。
1月17日下午，南越海軍4号舰“陳慶餘”號福斯特号护航驱逐舰（Trần Khánh Dư，舷號HQ-4）到达。在珊瑚岛与南越16號驱逐舰会合。17日14时20分，4号舰放下2艘小艇，载27名军人，登上甘泉岛，并取下了中国渔民升挂在岛上的五星紅旗，插上了南越国旗。之后，南越4号舰、16号舰驱逐正在甘泉岛、羚羊礁附近海域的中国漁船，但未能成功。

### 双方兵力
越南共和國方面有4艘軍艦：驅逐艦李上傑號（HQ-16）、護衛艦一濤號（HQ-10）、驅逐艦陳平仲號（HQ-5）、驅逐艦 陳慶都號（HQ-4）、1艘海軍艦艇越南共和國海軍突擊連、多支海軍突擊隊（海軍突擊隊）和1個地方陸軍排正在黃沙島防守。
中華人民共和國方面有4艘軍艦直接參戰：6604型（仿蘇聯喀琅施塔得級）輕型反潛艦，編號274和271，6605型扫雷艇掃雷艦，编号396和389。 關於登島兵力，中方還有海軍陸戰隊第10團和偵察兵力（約500人）。戰鬥結束前，282號反潛艦和281號反潛艦作為增援抵達參加戰鬥。
越南共和國的战舰与装备：
- HQ-05 Tran Binh Trong：以前是巴尼加特級驅逐艦。排水量 2,800 噸，最大速度：18 節（33.7 公里/小時）。 1門127公厘機頭炮，10門40公厘速射砲管，其中指揮所周圍雙管砲4門，後方兩側火砲2門。另外還有6門20毫米加農炮連續射擊。
- HQ-16 Ly Thuong Kiet：以前是巴尼加特級驅逐艦。排水量 2,800 噸，最大速度：18 節（33.7 公里/小時）。配備1門127公厘火砲、6挺40公厘機槍、4挺20公厘機槍、2門81公厘多用途迫擊砲。
- HQ-10 Nhat Tao：排水量 650 噸，最大速度 14 節（27.4 公里/小時）。配備1門76公厘機砲、4門40公厘速射機砲、6門20公厘速射機砲。
- HQ-04 Tran Khanh Du：艾德索爾級驅逐艦，排水量1,590噸，最大航速21節（39公里/小時）。該艦有3個砲塔，每個砲塔有1門76.2毫米火砲，自動裝彈，因此射擊速度非常快（20發/分鐘）。此外，該艦還擁有2門40毫米火砲和8門20毫米火砲，全部連續射擊。 HQ-4配備了三門76.2毫米自動裝彈砲，並擁有能夠自動檢測角度和距離的控制雷達（雷達控制），以“鎖定”目標，這在當時已經是相當現代的技術了。

中方的战舰与装备：
- 2艘6604型反潜护卫艇（仿製20世紀50年代初期的蘇聯喀琅施塔得級反潛艦）。每艘艦排水量只有320噸左右，航速18节，配備1門85毫米火砲，该炮最大射程15000米，射速每分钟15-18发；2門37毫米火砲，最大射程9,400米，射速每门360—400发/分钟，均為二戰時期的火砲型號，操縱、瞄準和裝填均由人工完成。[12]
- 2艘6605型扫雷艇排水量560噸，最高航速14节，配備兩門雙聯37毫米炮，最大射程9,400米，射速每门360—400发/分钟；兩門雙聯25毫米炮，有效射程:2,778米，射速:每门800-900发/分，只能手動控制、瞄準和裝填。
- 2艘037型反潜护卫艇（战斗基本结束之后到达的增援舰只）：标准排水量375吨，航速30节，主炮采用了当时中国最好的双连装66式57毫米高平双用舰炮，舰艏与舰艉各设置一门，该炮在1963年研制完成，最大射程达12公里，加装水冷装置后射速可达120发。副炮则采用双连装61式25毫米高射炮。两种武器都是采用全手动操作瞄准，未装设稳定系统，亦未与与射击指挥装制或雷达连线控制。但是达到舰载导弹成熟之前，小型舰艇的火力最强布局。

### 对峙

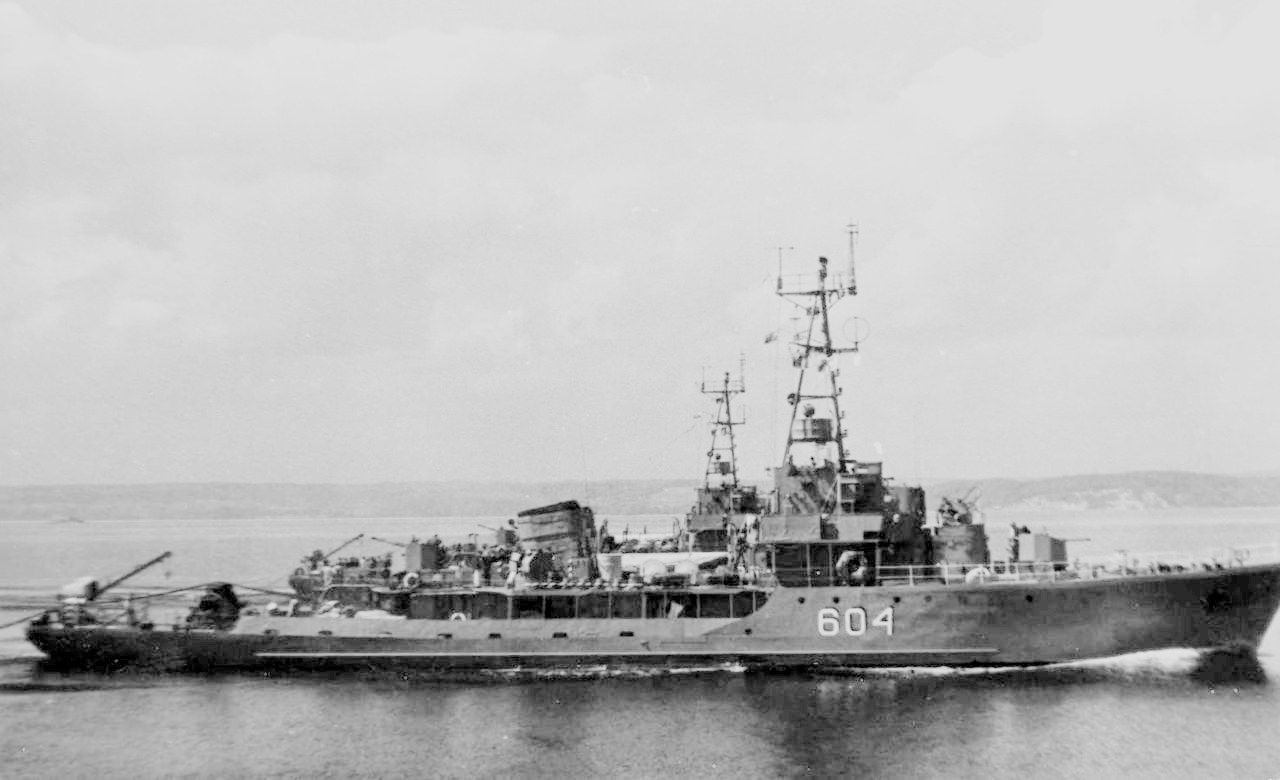
中方6610型掃雷艦

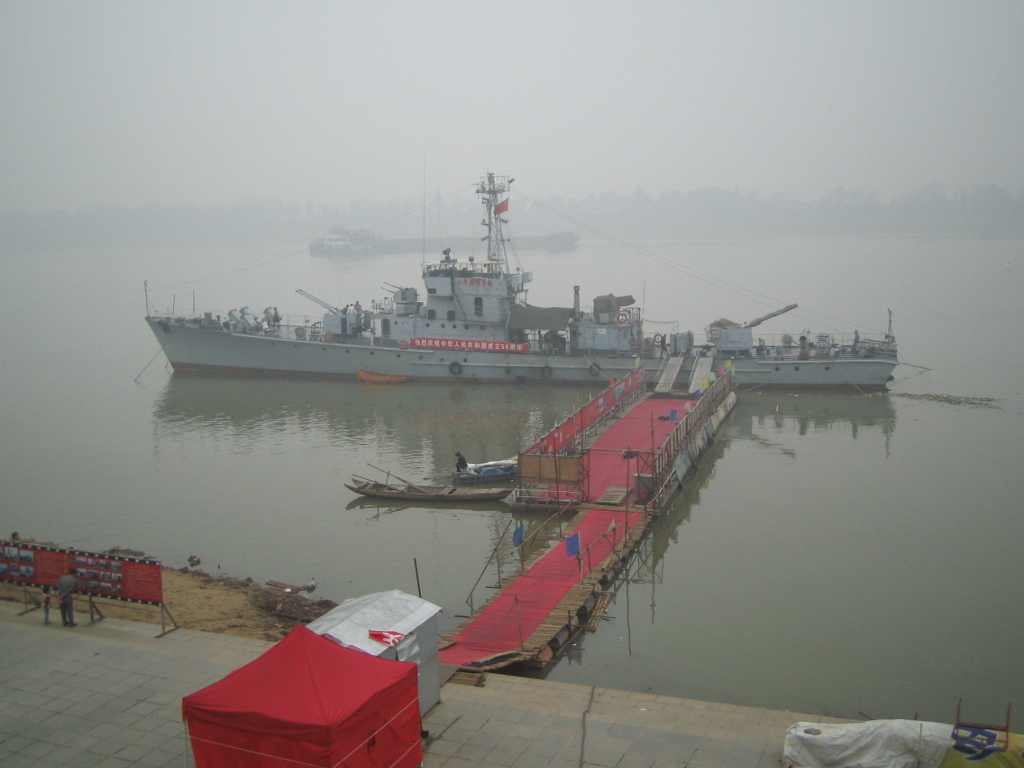
中方037型反潛護衛艇

1月17日13时，中國人民解放軍海軍“海指”在永兴岛召开紧急战备会议，決定组成西沙战备指挥所，主要任务是守备永兴岛、支前和其他战勤保障。17日14时，广州军区命令271、274艇各载一个武装民兵排由永兴岛驶向晋卿岛、琛航岛登岛设防守备。但西南中沙人武部只准备了1个民兵排，再准备1个民兵排时间来不及，因此这个备便的武装民兵和物资都装上274艇运往晋卿岛；另一个民兵排准备好后，再由西渔705船运往琛航岛。为了减少指挥层次，“海指”与271编队指挥部合并。
1月17日15时，人民解放軍海軍271、274猎潜艇编队运送一个排武装民兵从永兴岛出发。18时许271、274编队到达在永乐群岛海域，与南越海軍4号舰“陈庆馀”号对峙，并与南渔402、407渔轮汇合。为解决登岛民兵的淡水问题，271、274艇所有能装水的工具都装上了淡水。17日21时30分至次日凌晨2时30分，第一批武装守岛民兵携带一个月口粮换乘南渔402号、407号渔轮的8条小舢板星夜登上晋卿岛设防，开设前线守岛作战指挥部，同时人民解放軍海軍派了一个信号兵上岛担任舰岛之间的联络工作。武装民兵排登上晋卿岛后立即抢挖战壕和修筑工事，共开通道路1200米，挖战壕40米，修炮位3个，轻重机枪掩体各2个，单人掩体21个，搭帐篷6顶，做好抗击敌人登陆的准备。
1月17日晚上，人民解放軍海軍第二批武装民兵1个排36人乘“西渔705号”运输船从永兴岛启航，于18日上午9时登上琛航岛设防，并派出了一个10人的武装民兵班进驻琛航岛西侧的广金岛（两岛位于同一礁盘上）。
1月18日凌晨，人民解放軍海軍274艇突然逼近南越4号舰，距1链，半小时后南越4号舰驶向珊瑚岛（永樂群島西部）。6时，南越16号舰到甘泉岛（珊瑚岛南约2海里）锚泊。1月18日早晨，中國、南越海軍艦艇沿雙方控制區（南越控制永乐群岛西部珊瑚、甘泉、金银三岛，中國控制永乐群岛东部晋卿、琛航、广金三岛）中间警戒线进入二对二的对峙。9时许，南越4号舰与中國“南渔407号”渔船左舷碰撞，南越4号舰炮口归零并挂出操纵失灵旗号，后互相脱离。
18日中午，人民解放軍海軍281、282猎潜艇编队抵达永兴岛待命，舰艇靠岸后关闭了电台转为岸上电台通讯。19日凌晨呼叫281艇电台下达出发增援的命令直到19日晨282艇调试电台才被收到。 由于通讯问题导致281、282编队未在第一时间接到命令，直到战斗爆发当天才出发前往永乐群岛海域。
1月18日14时30分，南越海军5号舰“陈平仲”号巡防舰（Trần Bình Trọng，为旗舰，舷号HQ-5）到达珊瑚岛海域。
1月18日21时，南越总统阮文绍复电旗舰“陈平仲”号部署登陆琛航岛并授权还击开火的命令。
1月18日22时，396编队满载补给物资（后甲板都被占用），抵达西沙指定海域，与海上指挥所及271编队取得通信联系。
1月18日23时，中共中央军委和广州军区下发命令授权可自卫还击，但絕不能打第一枪。
1月18日午夜时分，随同5號艦来到的南越10號艦“日早”号（Nhật Tảo，舷号HQ-10） 到逹甘泉島海域。18日晚上，16号舰的单边带语音电台突然故障，此后只能通过PRC-25步话机（有效通联距离10海里）与10号舰进行通讯，无法直接获得旗舰（5号舰）的命令。
1月18日晚21时，西南中沙人武部派出第三批武装民兵2个排，乘坐西渔705号渔轮离开永兴岛赴永乐群岛。
1月19日凌晨，周恩来电话指示叶剑英召集五人小组（苏振华亦参加）研究商讨作战方案，部署自卫反击事项：
叶剑英得到报告，立即给广州军区指挥员打电话，了解详情，然后，向周恩来作了报告。周恩来在电话中指令叶剑英：“立即组织领导小组，由你负责，到总参谋部指挥作战！”接着，周恩来提出了领导小组的名单，其中有邓小平、陈锡联等人【引者注释：以及张春桥、王洪文、苏振华，共计六人】。早上7点多钟，叶剑英第一个到达作战指挥室，有关人员立即向他报告情况。不一会儿，邓小平等陆续到达。叶剑英即同大家一起听取汇报，研究敌情，调配兵力，向前线发出一道道命令。

### 交火
1月19日6时左右，南越海軍见中華人民共和國705号渔轮运来满满一甲板的武装民兵准备登岛，南越16号舰、10号舰从广金岛西北方向，5号舰、4号舰从羚羊礁西南方向，呈钳形态势接近廣金島和琛航岛，打算驱逐西渔705号渔轮，人民解放軍海軍各舰紧急起锚并发出战斗警报。6时45分，人民解放軍海軍271编队、396编队驶向南越海軍16号舰、10号舰，逼其外撤。7时27分，人民解放軍海軍271编队向琛航岛以南机动，驶向南越海軍5号舰、4号舰，留396编队在琛航岛西北海域与南越16号舰、10号舰周旋。 7时40分，南越海軍4号舰派2艘小艇载23名陸戰隊军人登上琛航岛，守备琛航島的西南中沙人武部的武装民兵排第2、第3班與其爭辯，最后双方未发生交火冲突，于8时45分南越军人退回4号军舰。9时许，南越5号军舰又派21名陸戰隊员乘2艘橡皮舟登上廣金島，10名守岛民兵鸣枪警告，其中一名机枪手以为命令是开火射击，擊死南越軍黎文东中尉，打伤2人，其余登岛南越军人抬着两具尸体撤回其军舰，守岛民兵缴获南越軍丢下的两挺机枪、一支自动步枪和一些弹药。南越登岛军人被殺後，局势骤然紧张，705号渔轮停止了民兵换乘，立即起锚防备南越军舰的报复性炮击。
19日8时05分，南越16号舰“李常傑”號与拦截的人民解放軍海軍389号舰碰撞。
19日当天上午，人民解放軍海軍396、389编队在廣金島西北与南越海軍16号舰“李常傑”號、10号舰“日早”号对峙；人民解放軍海軍271、274编队至廣金島东南海面与南越海軍5号舰“陳平仲”號、4号舰“陳慶餘”號对峙。9时4分，南越海軍4号舰后甲板机枪鸣枪2发，9时20分，登岛南越軍全部撤回。9时30分，南越舰队得到了开火命令。9时34分，5号舰、4号舰离开琛航島海域驶向深水区，廣金島西北的16号舰、10号舰也转向羚羊礁、甘泉島方向航行。
9时58分，人民解放軍海軍281、282编队由永兴岛启航驶往永乐群岛海域增援。
10时20分南越海軍5号舰、4号舰展开战斗队形相背而行，同时，16号舰、10号舰也展开成战斗队形转向人民解放軍海軍396编队外侧方向。 10时23分，南越海軍16号舰炮击人民解放軍海軍396、389编队（越方对首先开火另有说法，为10时24分5号舰炮击人民解放軍海军271艇），人民解放軍海軍396舰后37炮随即开火（中方记录是10点22分），389舰首先命中“李常傑”號的一部主机使其停止工作。人民解放軍海軍271、274编队误判对方旗舰，集中火力攻击南越海軍4号舰“陳慶餘”號，271编队首先把“陳慶餘”號的雷达打坏，导致“陳慶餘”號自动舰炮难以瞄准开火；南越海軍也对人民解放軍海軍的指挥舰艇出现误判，认为两个编队的各自后舰为指挥舰艇。
11时，南越海軍4、5号舰轻伤、16号舰重伤主动撤离（倾斜15度，舯部冒起浓烟，战后检查舰上共有大小弹痕820处），10號艦艦長魏文他陣亡，失去機動力和開火能力。396舰即驶出澙湖南下支援271编队，11时25分南越4号、5号舰又从预警雷达上发现人民解放軍海軍增援艇队，4号、5号舰向东南方向撤离战场。人民解放軍海軍271艇轻伤；274号艇重伤仍可作战；396舰后甲板被南越16号舰的一枚127毫米炮弹命中；389号舰重伤操纵失灵（舰体后部被南越10号舰撞上），271艇上的“海指”指挥员魏鸣森目视观察到389舰情况危急后命令其冲滩，389舰于11时50分抢滩搁浅。11时30分，中國海軍281、282编队抵达，12时12分，攻击南越10号舰，12时30分，南越10号舰的弹药库被命中爆炸，于当日14时52分沉没于羚羊礁以南海域。
1月19日午后海战结束，西渔705号渔轮搭载的第三批守岛武装民兵，从海軍271号、274号、396号舰艇上把伤员救出抬上705号渔轮包扎、救护，由西渔705轮送回永兴岛救治。当夜第3批守岛民兵全部登上晋卿岛修工事加强防禦。

## 登陆
中國人民解放軍海軍、陸軍各一部，在民兵配合下反擊，1月20日收復被占的全部島嶼:4811。
海战後，中国海军暂时取得了制海权。中共中央军委其後决定佔領所有岛屿，一举解决西沙问题。1月18日晚，榆林要塞区机动部队守备150团从驻地调至田独待命。1月19日上午8时许，中央军委和广州军区下达攻占西沙永乐群岛敌占岛屿的命令：
1. 海南军区司令员江雪山率军区机关部份人员和海、空军有关人员组成西沙自卫反击作战基本指挥所（简称西沙基指）进驻榆林要塞区机关。广州军区司令部副参谋长焦玉山也下派进驻西沙基指。
2. 海南军区副司令员江海率军区和榆林要塞区机关部分人员组成西沙自卫反击作战前线基本指挥所（简称西沙前指）随参战部队开进，负责前方指挥。
3. 榆林要塞区派出加强营规模担任攻占西沙永乐群岛敌占岛屿作战任务。

榆林要塞区按上级命令与预案，决定要塞区司令部副参谋长刘殿臣、作训科副科长李社农、侦察参谋孙书庚、通信参谋周福生组成指挥小组参加西沙前指；守备第一五0团团长冯怀宪、二营营长邢福宏带领该团二营四连、五连、一营一连、要塞区直属两栖侦察队、要塞区直属工兵营一个工兵排、第一、二守备区直属14.5毫米双管高射机枪各一个排、后勤医疗保障分队，共500余人组成的加强营担任攻占西沙永乐群岛敌占岛屿作战任务。守备第一五〇团主力并加强水陆坦克连、82毫米口径迫击炮连和120毫米迫击炮连，为后梯队在榆林港战备侯船待航。崖县人民武装部动员500名支前民兵在榆林军港担任码头装卸载、抬担架救护伤员任务。考虑到要塞区部队攻占敌占西沙岛屿之后转为岛屿坚守防御时，生活物资供应与和构筑工事掩体战备建材可能一时跟不上问题，要塞区后勤部门向地方预定2万个椰子以备岛上部队饮食，还预定了10万块砖石。
1月19日下午16时，登陆部队乘舰艇从榆林军港出发。海南军区副司令江海带着两个参谋及陆军一个两栖侦察连登上643艇。1月20日上午8时航渡至永乐群岛海域。江海副司令员离开643艇，登上海上前指魏鸣森的271猎潜艇，陆海军联合两栖作战指挥。
1月20日，永乐群岛海况与气象良好。参加登陆作战的舰艇包括：
- 271艇、396舰、281艇、282艇
- 运送登陆部队的海军护卫舰一大队的232“南充”号护卫舰、猎潜艇73大队的275号猎潜艇
- 护卫艇42大队的4艘62型护卫艇组成的653编队：653、643、663、673艇
- 护卫艇44大队的4艘护卫艇：639、619、629、649艇。

西沙前指决心首先以一个连的兵力在海空军和西沙守岛基干民兵的支援下，乘橡皮舟夺占被南越佔領的甘泉岛，尔后依次夺取珊瑚島、 金銀島。甘泉岛上驻有南越军一个排，无坚固工事，无营房，是由越军16号舰临时派驻的。1月20日9时30分，解放军海军四艘护卫艇对甘泉岛实施火力准备，同时南海航空兵歼击机编队也飞临海区空域实施空中掩护。9时55分，守备第150团第二营第四连在连长梁进理带领下，从输送舰艇换乘橡皮舟和舢板向滩头冲击，仅几分钟就占领滩头阵地，未遇敌抵抗，二排排长陈泽群，班长梁仕军带领六班在一、三排配合下迅速向纵深搜索前进，接近岛中间时，机枪射手吕亚仁发现一股敌人伏卧在水井附近，一边报告“水井边发现敌人！”一边勇猛冲到敌前端着机枪大喊：“缴枪不杀！”班长梁仕军也同时带领全班战士从左右两侧逼近敌人，惊呆状敌人未反应就当了俘虏。10时10分四连占领甘泉岛、俘敌14名。战后，四连荣立集体二等功，四连六班荣立集体三等功，黎族战士吕亚仁荣立一等功，二排长陈泽群荣立二等功。
担任攻击珊瑚岛任务的是守备一五〇团二营五连和榆林要塞区直属两栖侦察队。岛上为南越军的一个保安中队，30余人，中队长武中尉，下辖两个排，装备M16步枪等轻武器。岛上有法国人占领时期修的钢筋混凝土炮楼和营房，分军官宿舍和士兵宿舍，还有厨房，仓库，每栋房子地下都修有地下层，平时是储存雨水的水池，战时可作隐蔽工事。岛的周边构筑有简易工事和堑壕。岛中间有一眼水井，水质较好，可供50人以上常年用水。岛上植被为1.2米高茂密的灌木草丛。五连是守备150团的训练先行连，连长符之颉，副连长邹解平先前是要塞区作训科的参谋。连队整体军事素质高。20日10时35分，我海军护卫舰和扫雷舰奉命对珊瑚岛实施舰炮火力准备。五连和两栖侦察队即换乘橡皮舟分别从珊瑚岛的正南和西南发起攻击。侦察队严昌良队长，副指导员邹妃豪带二、三排迅速向滩头冲击；指导员王和恒带领一排为第二梯队不等输送一梯队的橡皮舟返回接驳，跳下海中，武装泅渡跟进。从舰艇到滩头约1000米的距离，一排的战士们只用20多分钟，在二、三排占领滩头阵地之后，登上了珊瑚岛的沙滩。两个连队在滩头未遇到敌方有组织的抵抗，即迅速向岛的纵深攻击前进，侦察队副指导员邹妃豪，带钟振国、李春城两个班向炮楼进攻，这是一座三层钢筋混凝土炮楼，连着士兵宿舍楼，首先占领士兵宿舍楼，尔后从宿舍楼向炮楼发起攻击，以冲锋枪、机枪集中火力从炮楼后门向藏身于炮楼顶层的敌人射击，很快就攻上了炮楼顶层，俘敌5名，占领了炮楼和士兵宿舍顶层，控制了珊瑚岛的制高点，机枪火力可覆盖全岛。五连和侦察队迅速插向小岛纵深，以班和战斗小组为单位，在丛林中搜索歼灭敌人。五连战士吴日祥和战友们一起先后俘敌7名。五连班长王道喜，副班长梁国辉正带领全班战士搜索前进，战士李兄、黄进忠发现前方不远处树丛晃动端着40火箭筒猛扑过去用越语大喊“缴枪不杀！”躲在树丛后面的两名敌军缴枪投降，其中一名少校军官。至此珊瑚岛敌军35名官兵悉数俘获，其中有一名美军中校。过后得知，这名少校叫范文鸿，战前几天陪同美军中校到岛上检查工作的。至此，五连和侦察队完全占领了被外敌占领近40年的珊瑚岛。江海副司令员率西沙前指进驻珊瑚岛。战后，两栖侦察队荣立集体二等功、二营五连荣立集体三等功。两栖侦察队副指导员邹妃豪、六班长钟振国荣立二等功。  
1月20日下午，守备第一五〇团第一营第一连攻占了金銀島。金銀島西北高东南低，最高处海拔约6米。岛上大部分为茂密灌木草丛，西北较高地段长有高大乔木，以麻风桐为主，直径30-50厘米，高10余米，杂生有苦楝树、野枇杷等，在岛中部几棵粗大海棠树下有一眼水井，水质佳。战前通报称岛上有南越海军陆战队员一个班10人。第一连登岛后拉网式搜索未发现敌人。原来1月19日海战后守岛之敌下海随舰撤走。
登岛战斗中国方面无伤亡，俘虏南越軍少校范文鸿以下官兵48人及美國驻岘港领事馆联络官杰拉尔德·埃米尔·科什。
1974年1月20日下午，南越當局在甘泉島、珊瑚岛被中國軍隊攻占後，派出“麒麟”號軍艦搭載1個營的兵力增援珊瑚岛。中国南海艦隊和廣州軍區空軍亦作好迎戰的態勢。南越當局擔心“麒麟”號軍艦的增援有去無回，下令“麒麟”號軍艦半途返航。其间，南越方面呼吁在北部湾海域活动的美国海军第七舰队干预，但被拒绝。
2月10日，参加西沙自卫反击作战的全体军民在榆林要塞区隆重举行祝捷庆功大会，广州军区司令员许世友将军给作战有功单位和立功人员代表颁发了奖状。广州军区政治部印发《西沙之战》一书，向全军区表彰了部分参战立功单位和个人的英雄事迹。守备第150团四连、榆林要塞区直属两栖侦察队荣立集体二等功。守备第150团第四连黎族战士吕亚仁荣立个人一等功。要塞区直属两栖侦察队副指导员邹纪豪、某部侦察队班长钟振国荣立个人二等功。
1974年2月27日，中国外交部发表声明遣返上述俘虏，又出动战机115批，401架次空中掩护，期间有两架强-5飞机迷航未能返回陵水机场。中国军队以较少的伤亡迅速控制了整个西沙群岛以及周边海域。
1974年下半年，解放军守备分队进驻中建岛。
1974年10月1日，海南军区西沙前线指挥所撤消，西沙守备任务移交海军西沙水警区。1975年1月守备150团守岛分队撤离西沙群岛归建。

## 参战舰艇及其战损

### 中國人民解放軍海軍
271（船名「锦州」）、274（船名「泸州」）号为04型港口猎潜艇（西方称为“喀朗施塔得”级，国产化为6604型猎潜艇），标准排水量320吨，航速18节，85mm口径炮1门，37mm口径炮2门，12.7mm口径机枪。271艇为“海指”指挥员魏鸣森乘坐的指挥艇。274艇为预备指挥艇，被击中127毫米炮弹5发，76毫米以下炮弹十余发。
396、389号6610型扫雷舰，排水量570吨，航速15节，两座双联37mm口径炮，两座双联25mm口径炮，14.5mm口径机枪。389号舰将原舰艏双联37mm炮改为1门85mm口径炮。
281、282号037型猎潜艇，标准排水量375吨，航速30节，两座双联57毫米70倍径舰炮，两座双联30毫米65倍径舰炮，4座5联装1200型火箭深弹发射装置，两个深水炸弹投放器。

### 越南共和國海軍
5号舰“陳平仲”號（Trần Bình Trọng，HQ-5，旗舰；西貢陷落後被菲律賓海軍接收為「達俄輝號」）、16号舰“李常傑”號（Ly Thường Kiệt，HQ-16；最初为美国海军巴奈加特级水上飞机支援舰，后改为美国海岸警卫队巡逻舰“白令海峡”号）：标准排水量2040吨，1门127mm口径炮，1座双联40mm口径炮，2门20mm口径炮，2门迫击炮。海战中，陳平仲號的127主炮方向机被打坏无法瞄准，两门40炮一门装弹部分被打坏无法开火，另一门也被打伤，退出战斗时已经丧失了火力输出。16号舰舰长 Lê Văn Thự 中校稱，海战中16号舰被重创，左倾15°，严重进水，一台主机损坏，停电，19日傍晚修复电台向海岸一区司令部报告了战舰状态，返回岘港途中无法与4号、5号舰的通联。
4号舰“陳慶餘”號（Trần Khánh Dư，HQ-4）：标准排水量1253吨，2门76mm口径舰炮（艏部为自动舰炮，艉部为手动舰炮），1座双联40mm口径炮，8门20mm口径炮。艏部76毫米自动炮开战时就发生故障未能开火，艉部的手动76炮被274艇击毁。战后检查，直径15厘米以上弹洞37个；直径15厘米以下弹洞42个；弹片擦伤700余处；76mm舰炮在峴港无法修复。何文锷回忆，陳慶餘号的受损情况是：右舷7个直径大于15厘米的洞，4个直径小于15厘米的洞，30处弹痕；左舷26个直径大于15厘米的洞，27个直径小于15厘米的洞，700处弹痕；甲板4个直径大于15厘米的洞，11个直径小于15厘米的洞，30处弹痕。
10号舰「日早」號（Nhựt Tảo，HQ-10）：原美国海军上将级扫雷舰。与1946年中華民國海軍接收永興岛的美援“永興”號巡邏艦同属一级。“日早”譯自该艦在美國海軍時的舰名「寧靜」。當時中國方面曾一度稱之為“怒濤”艦。标准排水量650吨，1门76mm口径炮，2座双联40mm口径炮，6门20mm口径炮。该舰舰桥被解放军炮火击中，舰长重伤死亡，副舰长重伤失去战斗力，舰桥起火后无人组织扑救。

## 战后调查

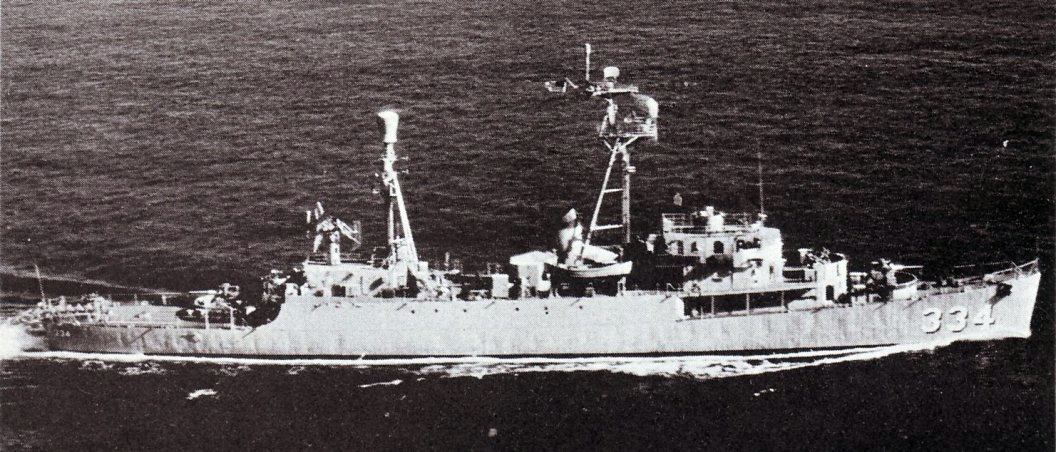
被擊沉的越軍10號艦“日早”號（前美軍掃雷艦）

关于海上交火谁先开炮的问题上，中華人民共和國堅稱是南越方先开炮，南越在战后表示是中方先开炮。
人民解放軍海军271、274、389舰艇的85mm口径炮主要配备的是爆破弹（根据中方指挥官战后回忆，认为最得力武器是271、274、389号舰艇上的85mm口径炮），396舰的双管37mm口径炮用的也多是爆破弹，后来赶到的281、282艇的双管57mm口径炮使用穿甲弹击沉了南越海軍10号舰。南越军舰炮击人民解放軍海军的小型舰艇时主要使用的是穿甲弹，穿甲弹往往会“贯穿而过”，其毁伤效果不如爆破弹。

## 双方伤亡俘

### 中國人民解放軍海軍
阵亡18人：
- 冯松柏：274艇政委，274艇被40毫米炮弹击中指挥台，前额中弹片牺牲。
- 周锡通：274艇副艇长，274艇被40毫米炮弹击中指挥台，中弹牺牲。
- 曾端阳：271艇仓段兵,前甲板运送弹药时，被敌人小口径炮弹击中牺牲。
- 王成芳：389舰水雷班班长，后甲板运送炮弹时被炸牺牲。
- 姜广有：389艇扫雷电工兵
- 王再雄：389舰舱段兵，在机舱中弹燃起的大火中牺牲。
- 林汉超：389舰舱段班班长，在机舱中弹燃起的大火中牺牲。
- 文金云：389舰副机兵，在机舱中弹燃起的大火中牺牲。
- 黄有春：389舰主机兵
- 李开友：389舰主机兵
- 郭顺福：389舰炊事班班长
- 郭玉东：389舰后住舱被命中炸开一处15厘米直径的弹洞，舱内起火，海水涌入，郭玉东以身体拼死堵漏，死后仍保持堵漏的姿态，被发现时仅见其软组织在漏洞上的痕迹以及少量顶骨碎片。后被追授一等功并被誉为“海上黄继光”。[25]
- 杨松林：389舰扫雷电工班班长。中甲板运送37毫米炮弹，被越军炮弹命中腰部牺牲。
- 罗华胜：389舰报务班班长，运送炮弹时腹部中弹牺牲。
- 周友芳：389舰水雷兵，在中甲板运送37毫米炮弹，被越军炮弹弹片击中颈部死亡。1968年兵，即将退伍。
- 曾明贵：389舰电工兵
- 何德金：389舰电工班班长
- 石造：389舰副机兵 ，在机舱中弹燃起的大火中牺牲。

在琛航岛上修有烈士陵园。中國方面亦有67名參戰人員受傷。

### 越南共和國軍
此役共斃傷南越軍隊300餘人，俘48人；擊沉軍艦1艘，擊傷3艘；戰後被俘南越軍人全部遣返:4811。
死亡人數曾有53人至100餘人的不同說法。現，南越軍隊共有75人陣亡：
- 10號艦就有64人陣亡，包括艦長魏文他（Ngụy Văn Thà）等58人与舰同沉，副舰长等5名重伤者死在海上，获救后伤重不治亡1人；
- 4號艦2人陣亡；
- 5號艦3人阵亡，負傷16人；
- 16號艦2人陣亡（注：16号舰战前派出舰员15人登陆金銀島，战后划小船逃走，海上死亡1人，未计入）；
- 陸戰隊蛙人4人陣亡。其中黎文东中尉尸体留在广金岛上，在海上被民兵击伤3人，被南越军舰救起后3人均死亡。

海戰結束後，1月20日，荷蘭油輪“科皮奧內拉”號（"Kopionella"）救起了在海上漂流的23名南越10号舰官兵。一艘越南渔船救起14名10号舰官兵。1月29日，南越漁民在歸仁附近海域還救起了15名乘救生筏逃離琛航、廣金島的陸戰隊員。
1974年1月23日，南越俘虏在榆林港由曙光03号船運往廣州。1月27日，新華社宣佈：“中國政府决定，1月19日、20日在西沙群島的自衛反擊戰中，中國军民俘获入侵的南越西贡軍隊官兵48名、美國人1名，均将分批遣返”。1974年1月31日12时，南越伤病俘5名、美國病俘1名，在深圳被遣返出境，中國紅十字會代表與紅十字國際委員會代表、美國紅十字會代表办理了交接手续。1974年2月27日12时南越俘虏43人也在深圳被遣返出境，中國紅十字會代表與紅十字國際委員會代表由英屬香港羅湖口岸办理了交接手续。

## 评价

### 力量对比
战争爆发時的中國經濟困難，南海艦隊兵力十分薄弱，而且中國艦艇也相當陳舊。中國文件指出：6604級獵潛艇，其設計「完全複製」自第二次世界大戰後蘇聯生產的喀琅施塔得級獵潛艇。隨著使用時間的推移，到了1974年，潛艇的最快航速是這艘船僅有的還剩12節（21公里/小時）。1974年，南海艦隊的兵力還很單薄，可以說是非常困窘了。6艘6604級獵潛艦當時正準備“退役”，只留作練習。戰鬥前，中國海軍挑選了兩艘狀態最好的6604艦，集結了所有好的裝備，組裝成編號為271和274的兩艘艦參加黃沙海戰。
隨後，越南共和國司令河文玉上校在戰鬥中描述：中方擁有多達11艘軍艦，其中包括攜帶反艦飛彈的奧薩艦，同時中國出動了4架米格-23和米格21轟炸黃沙。但對比文獻發現，越南共和國的描述有些誇大：中方參戰的只有4艘艦艇，四艘艦艇均沒有導彈，也沒有中國飛機參加了此次戰鬥。（中國當時只有MiG -21，沒有MiG-23）。
因此，主战场力量对比：
從數量來看，主战场雙方都有4艘直接參戰的戰艦。在軍艦的品質和尺寸方面，越南共和國具有優越的優勢，他們的軍艦更大、更現代化。最大的兩艘艦艇 HQ-05 和 HQ-16 比中國艦艇大 6 倍（HQ-05 和 HQ-16 的排水量比所有四艘中國艦艇的排水量總和還要大）。最小的艦艇是 HQ-10，這也是中國船隻的兩倍大。越南共和國的4艘艦艇總排水量7,840噸，是中方的四倍半。
從速度來看，越南共和國艦艇的航速都高於中國艦艇（最慢的是HQ-10一濤號，可以跑27.4海里/小時，而中國艦艇最高只能跑21海里/小時）。
裝備方面，越南共和國軍艦均配備雷達，即使在霧天或黑夜也能自動探測目標。中國艦艇雷達技术落后，主要用雙筒望遠鏡和肉眼搜索目標。
在火力方面，越南共和國的艦艇配備的火砲數量是中国的三倍。大砲也更大、發射速度更快、更準確。僅就大口徑火砲而言，越南共和國共擁有2門127毫米加農炮和4門76毫米加農炮，自動裝彈和瞄準，由雷達控制（當時相當現代的技術），可以從遠方精確射擊敵艦。即使在黑暗中，距離也可達14 公里。中方只有兩門85毫米炮，都是手動瞄準和裝彈，無法在3公里以上的距離上精確射擊。127毫米火砲只需1-2次命中就可能擊沉500噸級的中國軍艦，而中國的85毫米火砲則需要數十次命中才能擊沉越南共和國一艘2800噸級的驅逐艦。
此外，越南共和國的戰艦還有一個意想不到的優勢：它們在戰鬥中最先開火。越南共和國軍艦只要第一輪齊射準確，就能重创甚至击沉所有中國船隻。
战争基本结束后，中方另有两艘037型猎潜艇（排水量375吨）增援到达，并将失去机动力和开火能力的HQ-10击沉。037型军舰的航速和火炮发射速度都高於南越艦艇；但是吨位，火炮口径，自动装弹，和雷达自动瞄准方面有巨大优势的三艘南越舰艇，在中方这两艘舰艇到达之前已经撤退。

### 南越海军战败的原因
整体而言，西沙海战力量对比和战斗结果与黄海海战 (1894年) 表面上有些相似；北洋水师常被误认为更强大，实际上舰队的总吨位，航速和火力均落后于日本海军；而在西沙海战中，南越海军的军舰确实比中国海军更强，它完全由于内部弱点而惨遭失败：军官、指挥官毫无准备，士兵战斗士气低落，部分舰艇主动脱离编队逃离战场。
中國官媒評論西沙海战时指出：
雙方實力相差巨大，這在海戰史上是罕見的。越南共和國海軍被認為擁有世界前十的實力。而中國戰機沒有足夠的航程到達西沙（黃沙），南海艦隊在這場戰鬥中不得不单独承擔最大的責任。
河文玉上校表示，從參數來看，越南共和國軍艦部隊憑藉裝備優勢，可以輕鬆擊敗中國海軍。然而，這場戰鬥的結果是越南共和國迅速失敗，原因如下：
- 越南共和國的指揮官沒有準備好一旦發生交火事件的作戰演習計劃，導致戰鬥被動。
- 在戰鬥中，第一编队（包括兩艘最現代化的艦艇HQ-4和HQ-5）只是留在外面“觀望”，由於太懼怕中國，HQ-5只向港湾開了5-7次炮，就和HQ-4一起撤退了。[29]
- HQ-5的砲彈擊中了HQ-16艦，對這艘軍艦造成了嚴重損壞。短短幾分鐘的戰鬥，越南共和國軍就因己方砲火重伤了己方的一艘艦艇，这艘受伤的军舰和HQ-4和HQ-5一起掉頭逃跑。只剩下HQ-10了，但這卻是最弱的小船，當HQ-10的船長受傷後，一些膽怯的水手放棄了繼續戰鬥，棄船跳海。海戰因此失敗。[12][30][31]
- 當中國士兵登陸該島時，越南共和國士兵沒有組織還擊，而是逃入島中部的灌木叢中投降。光是上午10時至中午，中國軍人不費一槍一彈就抓獲了島上49名俘虜，迅速完成了對島嶼的佔領。[32][33]
- 越南共和國空軍相當強大（包括120架諾斯羅普F-5战斗机），但没有參加戰爭。[34]

## 各方反应

### 美国
1974年1月19日，海战爆发后当天，美国国务院发言人约翰·金表示，在战事问题上“我们不支持任何一方。当然，我们确实强烈希望和平解决，但是我们并没有介入西沙海战。” 美国国务卿基辛格1月21日从中东回到华盛顿的翌日，在记者招待会上他重申了国务院之前的声明，宣布美国在中華人民共和國与南越之间的军事冲突中不支持任何一方，但是“对使用武力表示遗憾”。1月23日，中美两国在华盛顿举行会谈。美方派出国务卿基辛格、国务院政策计划室主任洛德以及负责东亚和太平洋事务的代理助理国务卿恒安石參加，中方則派出中華人民共和国驻美联络处代理主任韩叙和参赞冀朝铸參與。会谈中，基辛格就3个问题发表了看法：在西沙的主权争端上，“美国没有支持南越对这些岛屿提出的要求”。在外交领域上。“南越政府向国际组织提出了一些抗议，其中有东南亚条约组织和联合国。我们想让你知道，我们没有支持这些抗议”。在战俘问题上，美國希望能够尽快遣返。韩叙表示「中国从来不侵略别国，只有在受到别国侵略的时候才会进行自卫还击。」1月25日上午，基辛格主持召开由国务院、国防部、参谋长联席会议、中情局以及国家安全委员会诸多官员参加的关于印度支那问题的会议，会议一致同意「美国不应介入西沙与南沙事务。」
1月20日晚，南越政府驻联合国观察员阮友志奉命向联合国安理会抗议“中国对其领土主权的侵犯”，指责中華人民共和国挑起战争，要求安理会的所有成员关注事件的进展，但并未有要求安理会为此召开会议。1月21日，阮友志提请安理会主席注意“中国武力侵略造成的紧急局势”，请求主席和联合国秘书长采取相应的措施，并要求安理会就此召开听证会。中華人民共和国常驻联合国及其安全理事会的代表黄华则反对召开听证会。他代表中華人民共和國表示「西沙是中国无可争议的神圣领土，西沙问题属于中国内政，无需联合国讨论。」1月23日，安理会主席、哥斯达黎加外长赛高里达称「安理会并不具备解决西沙群岛主权问题的职能，建议将该问题提交给国际法院解决。」中華人民共和国則坚持一贯的传统立场——不接受由第三方或国际多边途径来解决中国与邻国的领土与边界问题。至1月25日，支持召开听证会的安理会理事国有美国、英国、澳大利亚、哥斯达黎加，反对的国家有中華人民共和国、苏联、白俄罗斯、伊朗；弃权的国家有法国、喀麦隆、肯尼亚、毛里塔尼亚和秘鲁；奥地利倾向支持，印度尼西亚倾向反对。

### 越南共和国
1月19日，南越海軍作战副参谋长杜剑上校飞抵藩朗，向正在度假的南越总统阮文绍汇报西沙海战10號艦“日早”號被击沉，艦長魏文他已经阵亡。阮文绍说：“不用担心，剑上校，我会给你再补一艘舰艇。”1月20日，阮文绍去峴港坐镇指挥。“大规模军事集结，不仅从岘港派出6 艘军舰向西沙群岛方向机动，而且又加派2 艘驱逐舰开往岘港增援，同时命令该地区的南越陆海空三军全部进入战备状态”。
对此，中華人民共和國也对西沙地域做好了打第二仗、第三仗的准备，集结了一批舰船飞机与各类物资。
1974年1月30日，南越向南沙群岛派出“陳興道號”護衛艦及其他2艘军舰组成的舰队，200名海軍陸戰隊员占领了其中的5个岛屿。中華人民共和國對此表示强烈抗议。美國外交发言人公开表示，美國沒有参加南越的舰队，也没有美國人登陆南沙群岛。1974年2月4日中華人民共和国外交部发言人发表声明，指「南越西贡当局侵占南沙群岛、进行新的军事挑衅，表示强烈的谴责和抗议。」同日中華民國外交部发言人对南越军队在南沙群岛一些岛礁登陆提出口头抗议。

### 越南民主共和国
西沙海战结束后，北越政府立即电文中国政府，表示感谢中国海军帮助其解除了来自南越的海上威胁。1974年1月21日，经授权的北越官员对法新社记者说「维护领土主权对每一个国家都是神圣事业。邻国之间在边界和领土问题往往是复杂的争议，需要仔细和周密的研究。有关国家应通过谈判以平等、互相尊重、友好、睦邻的精神来解决这种争端。」但北越黎笋政府煽动老百姓在内部对中華人民共和国擅自发动西沙海战的行为进行了秘密的示威游行抗议活动。

### 越南南方共和国
1974年1月26日，越南南方共和国临时革命政府公布三点立场：
一、主权和领土完整是每一个民族的神圣问题。

二、在边界和领土问题中，各邻国之间经常会发生由历史遗留下来的争执，有时是很复杂的，应仔细研究。

三、各有关国家应根据平等、互相尊重、友好和睦邻关系的精神来研究这些问题，并通过协商来解决。
1974年1月31日，越南南方共和国临时革命政府驻中华人民共和国外交代办陈平在北京对法新社记者谈西沙之战，以1月21日北越政府一样的措辞阐述了其态度。
1974年2月9日，越南南方共和国临时革命政府驻西贡代表团发言人陈日忠中校回答记者提问，重申了1月26日的三点立场。

### 中华人民共和国
1974年1月31日，中华人民共和国国防部发言人李浩发表谈话，称
“西贡当局就像在一头公牛面前摇动着的红旗”，引起一些亚洲国家政府间发生武装冲突的可能性。“我们在等待这些消息的证实。所有驻在近海岛屿上的部队都有责任保卫我们的领土，但是我现在不能讲更多的话。”

### 中華民國
1974年1月20日《中央日报》第2版发表题为《共匪与越军昨在西沙群岛发生海陆战斗  双方各有一艘舰艇遭击沉》的报道。1974年1月21日《中央日报》发表题为《匪机掩护共军登陆 越军撤出西沙群岛 双方舰只仍在海面对峙 阮文绍终止出巡注视情势发展》的报道。1974年1月22日《中央日报》发表题为《匪与越南西沙之战双方损失均重 传美一气象专家在西沙失踪》的报道。此后数日《中央日报》没有对西沙之战的报道，直至1974年1月29日《中央日报》发表题为《越调大批军舰包围西沙群岛 超音速机群调驻岘港基地》的报道。
1974年2月8日，《中央日报》发表题为《我们对南中国海诸岛的立场》的社论：
中越同为反共国家，方今面临共同的敌人，诚可谓同雨同舟，利害一体；正应和衷共济，团结作战，以巩固民主阵营保卫自由与安全的力量。当此大避危急之秋，从亚洲抗共的全盘战略得失而言，越南方面的行动，徒令亲者痛而仇者快。所以我们在此恳切呼吁越南方面，应经由外交途径妥善处理。中华民国政府对此事件始终表现高度理性而自制的态度，应为越方所了解。我们相信，以阮文绍总统及其坚决反共政府的目光与胸怀，必须洞明利害而知所取舍。
至于毛共之盘踞西沙，乃是我们的内政问题。我们应特别警觉的是，毛共在对外推行笑脸攻势之同时，采取这一行动，主要为转移其内斗视线，自有其用心之所在。因此对其此后的行动，更应加以严密的注视。

1974年3月5日《中央日报》刊登了蒋经国接受美《时代杂志》专访的报道，题为《西沙南沙为我固有领土 国军驻防之地守土有责 美维护在亚洲利益应保持与我关系》，内称：
“我必须指出，凡有我中华民国武装部队驻防之地，国军守土有责，不容置疑。”

### 菲律賓
1974年1月22日，菲律宾国防部长恩里莱在新闻发布会上表示希望中華人民共和国与南越的这场领土争端“以友好的方式”解决。

### 印度尼西亞
1974年2月4日，印尼外长马立克同记者谈话，称只承认一个中国，西沙群岛和南沙群岛属于中国。

## 戰爭影響
海戰後，中華人民共和國获得了对整個西沙群島及其周边海域的控制权。而南越对西沙群岛的领土宣称及曾经对其的控制，成为了越南战争之后北越统一越南的政府对该地区领土要求的主要依据之一。
西沙海战烈士陵园位于三亚市红沙欧家园村南500米处。1975年兴建。陵园坐南向北，占地面积1,800平方米。陵园由大门、纪念碑和烈士墓组成。纪念碑方形，钢筋水泥结构，高4.95米，红五星浮雕下刻三行竖排隶字，首行隶字著明纪念人员“西沙永乐群岛自卫反击战光荣牺牲的烈士”，中行四个大字“永垂不朽”，尾行为落款“中国人民解放军南海舰队”。碑后安葬烈士的墓群，墓前分别立有石碑。陵园四周建有2.5米高的围墙。系三亚市重点文物保护单位。
西沙海战是中国人民解放军海军第一次在“白天、远海、深水与外国海军”进行的海上作战。当时，海军东海舰队曾派出舰艇编队增援南海舰队。1月22日，舰艇编队通过台湾海峡，中華民國海軍全程监控，未做出军事反应。此前，因中華民國军事封锁台湾海峡，人民解放军海军亦不能通过台湾海峡。这是中国人民解放军海军水面舰艇第一次通过台湾海峡。1990年代后，有关于蒋介石允许人民解放军海军过台湾海峡的说法——西沙战事紧流传。

## 脚注
1. ↑  仅在海战结束后乘橡皮舟夺占被南越佔領的甘泉岛，尔后依次夺取珊瑚島、 金銀島
2. ↑  其中1人为美国军事顾问

### 引用
1. ↑  Danh sách các quân nhân Việt Nam Cộng Hòa hi sinh trong Hải chiến Hoàng Sa 1974, Thanh Niên Online, 09/01/2014|}}
2. 1 2 3 4 5 6 7  辭海編輯委員會 (编). . 上海辭書出版社. 1989. ISBN 978-7-5326-0083-0.
3. ↑  .   [2020年9月21日].[]
4. ↑  人民军队：范秋恒强调，正如一再重申的那样，越南有充分的法律依据和历史证据来肯定越南对长沙群岛和黄沙群岛的主权。2023/06/10,18:50 （页面存档备份，存于）。
5. 1 2  Frivel, M. Taylor. . . Princeton University Press. 2008: 267–299. ISBN 9780691136080.
6. ↑  西沙海战的背景 （页面存档备份，存于），新浪文化·读书, 第46期。
7. 1 2  .   [2012-07-30]. （原始内容存档于2014-02-01）.
8. ↑  . 2016-04-08  [2022-09-30]. （原始内容存档于2022-09-29）.
9. 1 2  网易. . war.163.com. 2009-04-12  [2019-07-18]. （原始内容存档于2020-08-15）.
10. 1 2  Tường thuật trận hải chiến lịch sử Hoàng Sa, Hà Văn Ngạc, Nguyệt San Đoàn Kết, Austin, Texas.
11. 1 2 3  .   [2012-08-17]. （原始内容存档于2014-01-19）.
12. 1 2 3  Sự Thật Về Trận Hải Chiến Hoàng Sa, Lê Văn Thự, báo Thời Luận, Los Angeles, 3/2004.
13. ↑  亲历西沙之战 （页面存档备份，存于），张毓清口述│杨东晓整理。
14. ↑   （页面存档备份，存于），10號艦是南越海軍在西沙海戰中被擊沉的那艘，國內一般稱呼為“怒濤”號，但實際上按照越南語的標準翻譯寫作漢字應該是“日早”。“怒濤”二字對應的越南國語字为 Nộ  Đào，而非10號艦艦名 Nhật Tảo。
15. ↑  《周恩来年谱》，中共中央文献研究室编， 中央文献出版社1998年版，ISBN：7-5073-0409-4
16. ↑  《叶剑英传》，叶剑英传编写组，当代中国出版社2006年11月版，ISBN：7800922995
17. 1 2 3  魏鸣森的西沙之战指挥口令 （页面存档备份，存于），魏鸣森, 《西沙自卫反击作战阵中日记》部分口令内容摘要.
18. ↑  . earththree.blog.sohu.com.   [2019-07-18]. （原始内容存档于2020-06-04）.
19. ↑  .   [2012-07-25]. （原始内容存档于2012-08-29）.
20. ↑  .   [2012-07-28]. （原始内容存档于2020-06-04）.
21. ↑  亲历西沙之战 （页面存档备份，存于），张毓清口述│杨东晓整理。
22. ↑  .   [2021-03-13]. （原始内容存档于2016-02-12）.
23. 1 2  1974 中越南海之战 （页面存档备份，存于），《文史参考》，2011-07。
24. ↑  . web.archive.org. 2015-03-26  [2019-07-18]. 原始内容存档于2015-03-26.
25. ↑  . 中新网. 2014-03-19  [2014-09-13]. （原始内容存档于2020-11-30） （中文（简体））.
26. ↑  越南《青年報》網站列出所能核實的全體戰歿人員名單。.   [2020年7月5日]. （原始内容存档于2021年3月9日）.
27. ↑  .   [2012年7月26日]. （原始内容存档于2012年5月13日）. 有文章把救起南越士兵的荷蘭油輪誤作丹麥油輪。
28. ↑  .   [2024-02-09]. （原始内容存档于2017-09-07）.
29. 1 2  中越南海之戰：你爭我奪的1974年 的存檔，存档日期2016-01-27.
30. ↑  Soái hạm HQ5 và trận hải chiến Hoàng Sa, Bùi Ngọc Nở, Website Ủy ban Hoàng Sa.
31. ↑  .   [2024-02-09]. （原始内容存档于2021-06-24）.
32. ↑  Template:Chú thích web
33. ↑  中越南trung海之戰：你爭我奪的1974年 的存檔，存档日期2014-05-28.
34. ↑  Template:Chú thích báo
35. ↑  美联社：“Saigon Says China Bombs 3 Isles and Lands Troops”，New York Times，Jan 20，1974，p． 1 /10．
36. ↑  尤洪波：“美国对中越西沙海战的反应”，发表于《南洋问题研究》2011年第3期，第20-28页。
37. ↑  Discussion with Chinese Representative，January 23，1974，KT01010，Database: Digital National Security Archive( hereinafter cited as DNSA) ，ProQuest Information and Learning Company，p． 3．
38. ↑   (PDF).   [2014-02-11]. （原始内容存档 (PDF)于2020-06-04）.
39. ↑  .   [2014-02-11]. （原始内容存档于2020-08-12）.
40. ↑  “Matter Termed Closed at U． N． ”， in Bernard Gwertzman，“Peking Reports Holding U.S. Aide”，New York Times，Jan 26，1974，p． 4．
41. ↑  广东海防史编委会编：《广东海防史》，广州：中山大学出版社， 2010年，第421页。
42. ↑  广东省地方史志编纂委员会编：《广东省志：军事志》，广州：广东人民出版社， 1999 年，第749、750 页。
43. ↑  Reuters，“American Captured On Disputed Island Is Freed by China”，New York Times，Jan 31，1974，p． 4．
44. ↑  1979年9月28日越南外交部白皮书《越南对于黄沙和长沙两群岛的主权》
45. ↑  法新社雅加达1974年2月4日电
46. ↑  中国海军对越南的两次亮剑 （页面存档备份，存于），新浪文化·读书, 第46期。
47. ↑  . 凤凰网. 2017-06-14  [2019-03-29]. （原始内容存档于2021-02-10） （简体中文）.